# Hohe Wart (gemeindefreies Gebiet)
Das Gemeindefreie Gebiet Hohe Wart ist ein 4,68 km² großes gemeindefreies Gebiet im unterfränkischen Landkreis Miltenberg in Bayern.

## Geographie
Das Gebiet befindet sich im bayerischen Spessart und ist bewaldet. Namensgebend ist der im Gebiet liegende gleichnamige Berg Hohe Wart.

### Nachbargemeinden
|                        | Gemeinde Bessenbach                         |                      |
| Markt Sulzbach am Main | Kompassrose, die auf Nachbargemeinden zeigt | Gemeinde Mespelbrunn |
| Gemeinde Leidersbach   |                                             |                      |